# Vasile Gherghe
Vasile Gherghe este un jucător de fotbal, emblematic al Brașovului. După o perioadă de juniorat la CSS Brasovia, de la 18 ani joacă patru sezoane la Tractorul în divizia B (’72-’75). După o experienţă scurtă perioada la FCM Galaţi, câteva luni de armată, Vasile se întoarce la Braşov, fiind legitimat la Steagul Roşu, unde se forma, de către Nicolae Proca, celebra FCM Brașov. Aici a jucat până în 1985 când a fost transferat la Tractorul Braşov. În perioada de 10 ani jucată pentru echipa fanion a județului Brașov, a evoluat în 214 meciuri (93 în Liga 1; 113 în Liga a 2-a; 8 în Cupa României), pentru care a marcat 52 de goluri (14 în Liga 1; 35 în Liga a 2-a; 2 în Cupa României). Se afla în top 10 cei mai buni marcatori all-time ai “stegarilor” 
1. ↑  Vintila, Dăm. Sportul. Lipsește sau este vid: |title= (ajutor)